# Ragvaldus Clementis
Ragvaldus Clementis, död 1612 i Vårdsbergs socken, var en svensk kyrkoherde i Vårdsbergs församling.

## Biografi
Ragvaldus Clementis blev 1600 domkyrkosyssloman i Linköpings församling och 1602 hospitalspredikant i Linköpings församling. Han blev 1605 kyrkoherde i Vårdsbergs församling, Vårdsbergs pastorat. Han avled 1612 i Vårdsbergs socken. Clementis var gift med Elin Castensdotter.